# Тролль 3
«Тролль 3», также известный как «Заражение 7-й степени», «Корни», «Ползучие твари» — фильм ужасов 1990 года, снятый Джо Д'Амато и Фабрицио Лауренти под псевдонимами Дэвид Хиллс и Мартин Ньюлайн.
Фильм не имеет прямой связи с фильмами «Тролль» и «Тролль 2». В действительности, несмотря на название, в «Тролле 3» нет троллей, в этом же году был снят фильм «Тролль 4: В поисках чудо-меча
/ Нелюдь /» .

## Сюжет
Менеджер одной атомной станции оставляет радиоактивный мусор в лесу на окраине одного посёлка на Аляске. Радиоактивное вещество таким образом просачивается в землю, и корни деревьев, всосав его, незамедлительно мутируют и становятся самостоятельным организмом, который ищет людей как жертв, чтобы тянуть их в лес (и заражать радиоактивностью), исхлёстывать, обвивать и душить.

## Интересные факты
- Весьма низкобюджетный «Тролль 3» не считается высококачественным фильмом, однако единственный в жанре «деревья-убийцы». Ближайшая родственность этой разновидности жанра воплощена в фильме «Руины» от Картера Смита в 2008 г.
- Несмотря на атмосферу и спецэффекты в манере типичных фильмов ужасов 70-х и 80-х, основной сюжет фильма был вдохновлён последствиями Чернобыльской катастрофы в 1986 г., так что можно относить «Заражение 7 степени» к запоздалой продукции.
- Костюмы разработаны актрисой и художником по костюмам Лаурой Гемсер, известной как «Чёрная Эммануэль».